# HP-GL/2
HP-GL/2 is een besturingstaal om plotters en tegenwoordig ook printers aan te sturen, en is ontwikkeld door Hewlett-Packard.
HP-GL/2 hoort tot de standaard HPGL. Het kan vector-gebaseerde afbeeldingen omzetten in aansturingen van de plotterarmen en -pennen.
De taal heeft tweeletterige commando's die de functie omschrijven (zoals IN voor 'initialise').
Na de tweeletterige mnemonic volgen optioneel één of meer parameters die de details meegeven voor het uit te voeren commando. De statements eindigen met een puntkomma, een einderegel commando is niet nodig. In het voorbeeld hieronder wordt het apparaat geïnitialiseerd en daarna pen 1 geselecteerd:
IN;SP1;
Tegenwoordig wordt HP-GL/2 ook opgenomen in de besturingstaal PCL, zodat ook het HPGL-formaat in PCL jobs kan worden opgenomen.